# جفبلار سنمي
الجفبلار السنمي أو الغفبلار السنمي أو ورق السم السنمي (الاسم العلمي: Dichapetalum cymosum) هو نوع من النباتات يتبع جنس الجفبلار من الفصيلة الجفبلارية. وهو شجيرة مُسَطّحة صغيرة تتواجد في الأجزاء الشمالية من جنوب أفريقيا. ومن الجدير بالذكر اعتباره سبباً شائعاً لتسمم الماشية في هذه المنطقة، ويعتبر واحداً من النباتات الست المسممة للماشية في جنوب أفريقيا. وتشير التقديرات لعام 1996 أن حالات التسمم بسبب هذا النبات في جنوب أفريقيا تشكل 8٪ من حالات وفيات الماشية الناجمة عن النباتات السامة. الأغلبية (70٪) من حالات الوفيات هي في مقاطعة ليمبوبو، مع 10٪ في كل من الشمال الغربي، مبومالانجا وجوتنج. تتواجد مادة فلوروأسيتات الصوديوم في جميع أجزاء النبات وهي المسؤولة عن الآثار السامة. وقد تم التعرف سمية الجفبلار السنمي من قبل الفورتركر Voortrekkers وهم الرواد الأوائل الذين دخلوا الترانسفال والذين ربما تنبهوا إلى خطورته من قبل السكان الأصليين الذين يعيشون في المنطقة.

## الموئل والانتشار

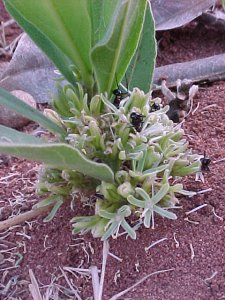

يتواجد الجفبلار السنمي في المناطق الرملية الجافة في التربة الحمضية، وكذلك على المنحدرات الشمالية من الجبال الصخرية في الأجزاء الجنوبية لمنطقة السافانا الإحيائية الأفريقية (بَيوم السافانا الأفريقي). يتشكل انتشار هذا النبات في جنوب أفريقيا ضمن ما يسمى ب «مثلث الجفبلار» الممثل بنقاط هي مماباثو ومدلبورغ (مبومالانغا) وموسينا. والحدود الجنوبية التقليدية للتوزيع هي جبال ماغاليزبيرغ. ويتواجد أيضاً في منطقة معزولة في أقصى شمال كوازولو ناتال. ويتواجد الجفبلار أيضاً في ناميبيا وزيمبابوي وبوتسوانا وكذلك في جنوب أنغولا. ضمن الموئل الطبيعي تستخدم أنواع معينة من النباتات كمؤشر لاحتمال وجود الجفبلار - وهذا ما يسمى سهب الجفبلار أو «الجفيلد» من قبل المزارعين في المنطقة. هذه النباتات هي البوركية الأفريقية والهليلج الحريري والأوكنة الجميلة وكذلك شجيرة بريناري رأس الرجاء. ويمكن أن الخلط بين النوعين الأخيرين مع الجفبلار السنمي عن طريق الخطأ.

## سمية والكيمياء الحيوية

الصيغة البنائية للفلوروأسيتات الصوديوم وهي واحدة من عدد قليل من المركبات الطبيعية للفلور والموجودة في "الجفبلار السنمي".

سبب سمية الجفبلار السنمي هو احتوائه على فلوروأسيتات الصوديوم الذي تم عزله للمرة الأولى من قبل ماريه (Marais) في عام 1944. وال LD50 لهذا المركب هو 0.5 ملغ / كغ وهو ما يترجم إلى حوالي 200 غرام من المواد النباتية الجافة كافية لقتل بقرة ذات وزن 500 كلغ. المركب نفسه ليس ساماً ولكن يخضع لتركيب قاتل في الجسم حين التفاعل مع تميم الإنزيم A مما يسفر عن مادة فلوروأَسيتيلُ-التَّميم A. هذا المركب يتفاعل مع الأوكسالوآسيتات لتشكيل فلوروسيترات fluorocitrate التي هي سامة كونها الركيزة بديلة للأكونيتاز (السيترات هي الركيزة العادية). وهو رابطٌ للأكونيتاز بشكل لا يمكن إطلاقه مما يتسبب في تعطيل دورة كريبس مما يؤدي بدوره إلى تثبيط حاد في التنفس الخلوي. وعلاوة على ذلك، يوقف الفلوروسترات fluorocitrate السيترات من العبور من الهيولى إلى المتقدرة حيث هناك حاجة إليها. في الهيولى تتدهور السيترات.

## الاستخدامات الطبية
ووفقا لمقال في دورية الجمعية الكيميائية الأمريكية هناك احتمال في استخدام هذا النبات في العلاج المضاد لعدوى فيروس نقص المناعة البشرية.